# Maple Town - Un nido di simpatia
Maple Town - Un nido di simpatia (メイプルタウン物語?, Maple Town Monogatari) è un anime giapponese prodotto da Toei Animation in 52 episodi. È stato trasmesso per la prima volta in Giappone dal network TV Asahi a partire da gennaio 1986 e in Italia nel 1987 su Italia 1. In quell'anno è stato realizzato un album musicale interamente dedicato alla serie animata intitolato Maple Town: un nido di simpatia, con canzoni cantate da Cristina D'Avena che è anche l'interprete della sigla italiana omonima.
La Toei Animation nel 1987 ha prodotto un seguito, arrivato in Italia nel 1989 con il titolo Evviva Palm Town.

## Trama
La serie narra la vita di Patty Rabbit, una coniglietta che va ad abitare con la famiglia a Maple Town, una tranquilla cittadina di campagna, popolata da animali antropomorfi: orsi, volpi, topi, cani, procioni... Patty e le sue sorelle (la maggiore Anna e la minore Briciola) amano soprattutto la loro nuova casa e sono incoraggiate dalla calorosa accoglienza che tutti i cittadini hanno riservato ai nuovi residenti. Da quel momento Patty e i suoi nuovi amici vivranno tantissime avventure trascorrendo un'infanzia felice. La coniglietta fa amicizia con l'orsacchiotto Bobby e con tutti gli altri animaletti suoi coetanei, ma deve scontrarsi spesso con Diana, una volpina presuntuosa e piena di sé. Il sindaco di questa cittadina è un leone e non manca anche un ladruncolo (spec. di cibi), che si chiama Glenn ed è un lupo che vive sopra un albero. Questi è piuttosto tonto e maldestro, tanto da suscitare simpatia nei suoi confronti da parte degli spettatori, ma viene spesso inseguito dall'agente Otto (un bulldog), il cui unico scopo della sua vita sembra essere quello di arrestarlo, ma ogni volta, o per un inconveniente o per un altro, l'impresa è destinata al fallimento. Alla fine della serie, Patty si trasferirà con gli zii Jane e George a Palm Town e le sue avventure proseguiranno nella serie animata Evviva Palm Town.

## Sigle
Oltre alla sigla italiana ufficiale cantata da Cristina D'Avena, ne esiste una seconda (pubblicata solo su VHS) cantata da I Piccoli Cantori di Milano.

## Doppiaggio
| Personaggi          | Voce giapponese | Voce italiana      |
| ------------------- | --------------- | ------------------ |
| Patty               | Maya Okamoto    | Marcella Silvestri |
| Bobby               | Yoku Shioya     | Donatella Fanfani  |
| Glen                |                 | Mario Scarabelli   |
| Anna                | Keiko Han       | Alessandra Karpoff |
| Diana               | Mayumi Shou     | Dania Cericola     |
| Madre di Patty      |                 | Serena Cantalupi   |
| Padre di Patty      | Hideyuki Tanaka | Raffaele Farina    |
| Fratellino di Bobby |                 | Veronica Pivetti   |

## Episodi
| Nº | Titolo italiano Giapponese 「Kanji」 - Rōmaji                                   | In onda           | In onda           |
| Nº | Titolo italiano Giapponese 「Kanji」 - Rōmaji                                   | Giapponese        | Italiano          |
| 1  | Benvenuti a Maple Town 「こちら動物タウン」 - kochira dōbutsu taun              | 19 gennaio 1986   | 29 settembre 1987 |
| 2  | La collana rubata 「ねらわれた首飾り」 - nerawareta kubikazari                  | 26 gennaio 1986   | 1º ottobre 1987   |
| 3  | I cucchiai d’argento 「消えた銀のさじ」 - kie ta gin nosaji                     | 2 febbraio 1986   | 3 ottobre 1987    |
| 4  | Il tesoro più grande 「掘り当てた宝もの」 - hori ate ta takara mono             | 9 febbraio 1986   | 6 ottobre 1987    |
| 5  | Le caramelle scomparse 「うばわれたナベ」 - ubawareta nabe                      | 16 febbraio 1986  | 8 ottobre 1987    |
| 6  | La medicina sulla montagna 「こわれた薬びん」 - kowareta kusuri bin             | 23 febbraio 1986  | 10 ottobre 1987   |
| 7  | L’apprendista guardia forestale 「森の見習い警備隊」 - mori no minarai keibitai | 2 marzo 1986      | 13 ottobre 1987   |
| 8  | Il disegno di Diana 「わたしの絵を見て！」 - watashino e wo mite!               | 9 marzo 1986      | 15 ottobre 1987   |
| 9  | Sono io l’eroina 「ヒロインはわたし」 - hiroin hawatashi                        | 16 marzo 1986     | 17 ottobre 1987   |
| 10 | Guardami, papà 「パパこっち向いて」 - papa kocchi mui te                        | 23 marzo 1986     | 20 ottobre 1987   |
| 11 | Una casa fatta di dolci 「お菓子の家の約束」 - o kashi no ie no yakusoku        | 30 marzo 1986     | 22 ottobre 1987   |
| 12 | Maestra, non andartene! 「行かないで！先生」 - ika naide! sensei                | 6 aprile 1986     | 24 ottobre 1987   |
| 13 | Un villaggio accogliente 「愛を呼ぶ手紙」 - ai wo yobu tegami                   | 13 aprile 1986    | 27 ottobre 1987   |
| 14 | Grazie, papà 「父さんありがとう」 - tōsan arigatō                               | 20 aprile 1986    | 29 ottobre 1987   |
| 15 | È nato un bebè 「ハロー！赤ちゃん」 - haro! akachan                             | 27 aprile 1986    | 31 ottobre 1987   |
| 16 | Il vecchio della montagna 「うさぎ山の神さま」 - usagi yama no kami sama        | 4 maggio 1986     | 3 novembre 1987   |
| 17 | Il paese dei bambini 「子供だけの町」 - kodomo dakeno machi                     | 11 maggio 1986    | 5 novembre 1987   |
| 18 | Una lettera d’amore 「頼まれた恋の手紙」 - tanoma reta koi no tegami            | 18 maggio 1986    | 7 novembre 1987   |
| 19 | L’estate dei castori 「ビーバー家の夏」 - biba ie no natsu                      | 25 maggio 1986    | 10 novembre 1987  |
| 20 | Il giornale dei ragazzi 「パティの子供新聞」 - patei no kodomo shinbun          | 1º giugno 1986    | 12 novembre 1987  |
| 21 | Il pirata vagabondo 「逃げてきた海賊」 - nige tekita kaizoku                    | 8 giugno 1986     | 14 novembre 1987  |
| 22 | I bambini dell’isola deserta 「子供たちの無人島」 - kodomo tachino mujintō      | 15 giugno 1986    | 17 novembre 1987  |
| 23 | Il sogno nel cassetto 「夢のわすれもの」 - yume nowasuremono                    | 22 giugno 1986    | 19 novembre 1987  |
| 24 | Il furto dei diamanti 「山から来た友だち」 - yama kara kita tomo dachi          | 29 giugno 1986    | 21 novembre 1987  |
| 25 | Gli amici della foresta 「谷間の天使たち」 - tanima no tenshi tachi             | 6 luglio 1986     | 24 novembre 1987  |
| 26 | Il castello stregato 「魔女の住むお城」 - majo no sumu o shiro                  | 13 luglio 1986    | 26 novembre 1987  |
| 27 | L’alta marea 「貝がらに願いを！」 - kai garani negai wo!                        | 20 luglio 1986    | 28 novembre 1987  |
| 28 | Un amico in difficoltà 「恋人たちの青い海」 - koibito tachino aoi umi           | 27 luglio 1986    | 1º dicembre 1987  |
| 29 | Il pianoforte magico 「ふしぎなピアノ」 - fushigina piano                       | 3 agosto 1986     | 3 dicembre 1987   |
| 30 | Paura all’ospedale 「病院は大さわぎ」 - byōin ha taisa wagi                     | 10 agosto 1986    | 5 dicembre 1987   |
| 31 | La casa di cura 「ようこそお客さま！」 - yōkoso! o kyaku sama                   | 17 agosto 1986    | 8 dicembre 1987   |
| 32 | Il più bel vestito di Maple Town 「招待状がほしい！」 - shōtaijō gahoshii!      | 24 agosto 1986    | 10 dicembre 1987  |
| 33 | La fidanzata di Glen 「グレテルの恋占い」 - gureteru no koi uranai              | 31 agosto 1986    | 12 dicembre 1987  |
| 34 | Anna e le marionette 「旅の少女ドーラ」 - tabi no shōjo dora                    | 7 settembre 1986  | 15 dicembre 1987  |
| 35 | Un bel sorriso 「記念写真でチーズ！」 - kinenshashin de chizu!                  | 14 settembre 1986 | 17 dicembre 1987  |
| 36 | Gli uccellini di Maple Town 「赤い鳥見つけた！」 - akai tori mitsu keta!        | 21 settembre 1986 | 19 dicembre 1987  |
| 37 | Il violino 「憧れのバイオリン」 - akogare no baiorin                            | 28 settembre 1986 | 22 dicembre 1987  |
| 38 | Mare azzurro per gli innamorati 「結婚式はおまかせ」 - kekkonshiki haomakase    | 5 ottobre 1986    | 24 dicembre 1987  |
| 39 | Le lacrime di Diana 「ダイアナのなみだ」 - daiana nonamida                      | 12 ottobre 1986   | 26 dicembre 1987  |
| 40 | La ragazza misteriosa 「秘密の家の女の子」 - himitsu no ie no onnanoko          | 19 ottobre 1986   | 28 dicembre 1987  |
| 41 | L’amico di Patty 「私のペンフレンド」 - watashi no penfurendo                   | 26 ottobre 1986   | 29 dicembre 1987  |
| 42 | La leggenda del gelsomino 「ジャスミン祭の夜」 - jasumin matsuri no yoru        | 2 novembre 1986   | 30 dicembre 1987  |
| 43 | Lettera alle stelle 「星にとどいた手紙」 - hoshi nitodoita tegami               | 9 novembre 1986   | 31 dicembre 1987  |
| 44 | La sciarpa 「マフラーの贈り物」 - mafura no okurimono                           | 16 novembre 1986  | 1º gennaio 1988   |
| 45 | La casa sulla montagna 「山の家はもう冬」 - yama no ie hamō fuyu                | 23 novembre 1986  | 2 gennaio 1988    |
| 46 | Sfida nei cieli 「湖のスケート競走」 - mizūmi no suketo kyōsō                   | 30 novembre 1986  | 4 gennaio 1988    |
| 47 | La fata 「もしかして女神様？」 - moshikashite megamisama?                       | 7 dicembre 1986   | 5 gennaio 1988    |
| 48 | Il furto alla banca 「その金庫をあけて！」 - sono kinko woakete!                | 14 dicembre 1986  | 6 gennaio 1988    |
| 49 | Le gemelle 「ふたごの赤ちゃん」 - futagono akachan                              | 21 dicembre 1986  | 7 gennaio 1988    |
| 50 | Felice anno nuovo 「ケーキで新年を！」 - keki de shinnen wo!                    | 28 dicembre 1986  | 8 gennaio 1988    |
| 51 | La zia di Palm Town 「南の町のおばさん」 - minami no machi noobasan             | 4 gennaio 1987    | 9 gennaio 1988    |
| 52 | Addio, Patty 「パティの旅立ち」 - patei no tabidachi                            | 11 gennaio 1987   | 11 gennaio 1988   |